# Marasmius minutus
Marasmius minutus är en svampart som beskrevs av Peck 1875. Marasmius minutus ingår i släktet Marasmius och familjen Marasmiaceae.  Artens status i Sverige är: . Inga underarter finns listade i Catalogue of Life.